# يحيى بن معاذ بن مسلم
يحيى بن معاذ بن مسلم والي الشام وأرمينية في زمن الخلافة العباسية.
هو ابن القائد العباسي معاذ بن مسلم، في عام 806م، أرسل الخليفة هارون الرشيد يحيى إلى الشام لقمع زعيم قطاع الطرق أبي النداء. وأنجز يحيى هذه المهمة، وتولى ولاية الشام لمدة عام. ثم رافق هارون في رحلته إلى خراسان لمواجهة تمرد رافع بن الليث، وبعد موت هارون عام 809م بقي في خراسان مع ابن هارون الثاني المأمون. عندما اندلعت الحرب الأهلية مع الأمين، عُرض عليه منصب الوزير في صفوف الخليفة المأمون لكنه رفض، وتولى الوزارة بدلًا منه فضل بن سهل، وظل غير متورط في النزاع بين المأمون والأمين. بعد نهاية الحرب الأهلية، تولى ولاية الجزيرة وأرمينية، وتولى قتال بابك الخرمي. وتوفي عام 206 هـ، الموافق 821/822م.
شغل أبناؤه أحمد وإسحاق وسليمان مناصب عليا فيما بعد في الدولة العباسية.